# HSTCP
HighSpeed TCP (HSTCP) és un protocol d'algoritme de control de congestió definit [rfc:3649 a RFC 3649] per al protocol de control de transport (TCP). El TCP estàndard funciona malament en xarxes amb un producte de retard d'amplada de banda gran. No pot utilitzar completament l'ample de banda disponible. HSTCP fa modificacions menors al mecanisme de control de congestió de TCP estàndard per superar aquesta limitació.

## Algoritme
Quan es rep un ACK (en evitació de congestió), la finestra s'incrementa en {\displaystyle a(w)/w} i quan es detecta una pèrdua mitjançant reconeixements duplicats triples, la finestra és igual {\displaystyle (1-b(w))w}, on w és la mida actual de la finestra. Quan la finestra de congestió és petita, HSTCP es comporta exactament com el TCP estàndard, de manera que a(w) és 1 i b(w) és 0,5. Quan la finestra de congestió de TCP supera un determinat llindar, a(w) i b(w) es converteixen en funcions de la mida de la finestra actual. En aquesta regió, a mesura que augmenta la finestra de congestió, el valor de a(w) augmenta i el valor de b(w) disminueix. Això vol dir que la finestra d'HSTCP creixerà més ràpidament que el TCP estàndard i també es recuperarà de les pèrdues més ràpidament. Aquest comportament permet que HSTCP sigui amigable amb els fluxos TCP estàndard en xarxes normals i també utilitzar ràpidament l'ample de banda disponible en xarxes amb productes de retard d'amplada de banda gran.
HSTCP té el mateix comportament d'inici/temps d'espera lent que el TCP estàndard.
Com que només es modifica el mecanisme de control de la congestió, HSTCP es pot utilitzar amb altres opcions TCP com SACK. En les implementacions reals, la determinació dels paràmetres d'augment i disminució donada una mida de finestra actual s'implementa com a taula de cerca.